# Simon Birgander
Simon Fredrik Stefan Birgander (Kvistofta, Suecia, 23 de octubre de 1997) es un jugador de baloncesto sueco que pertenece a la plantilla del Joventut Badalona de la Liga ACB. Con 2,09 metros de altura juega en la posición de pívot.

## Trayectoria
Simon llegó en 2015 a Logroño como campeón del Europeo U18 con Suecia y una proyección que no paró de crecer en sus primeros meses en el CB Clavijo, un impacto en el filial EBA, donde rozó el doble doble de promedio en los 14 partidos que disputó, con 7,4 puntos y 9,3 rebotes por noche, a los que añadió unos impresionantes 3,6 tapones por partido, e hitos como un triple doble en la victoria riojana ante Universidad de Valladolid (15 puntos, 10 rebotes, 10 tapones).
Para la temporada 2016-17, el CB Clavijo lo inscribe como parte de la plantilla para su equipo de la LEB Oro, con el no lograría la permanencia en la categoría.
En la temporada 2017-18, formaría parte del primer equipo del Club Joventut de Badalona, en el que permanecería durante 6 temporadas.
En la temporada 2022-23, última de rescindir su contrato con el conjunto badalonés, promedió 6,3 puntos, 4,9 rebotes y 9 de valoración en Liga Endesa. 
El 1 de julio de 2023, se oficializa su contratación por UCAM Murcia CB para un año, donde disputará la Liga ACB y la Champions Basketball League (BCL).
El 9 de julio de 2025 regresa al Joventut Badalona, firmando por dos temporadas.

### Selección nacional
En verano de 2016, disputa el Europeo Sub-20, a la que llegó con dos años menos de edad y con un papel de inicio secundario. Poco a poco avanzó en la rotación y acabó como uno de los líderes de un equipo que alcanzó la fase final, y al que ayudó con medias de 7,9 puntos y 6,9 rebotes.